# Hiadeľ
Hiadeľ je obec na Slovensku v okrese Banská Bystrica. Nachází se 21 km severovýchodně od Banské Bystrice v údolí potoka Vážna. Žije zde 512 obyvatel. První písemná zmínka o obci pochází z roku 1424.

## Nářečí
Místní nářečí vykazuje mnoho společných rysů s ostatními středoslovenskými nářečími, má však i specifické rysy (např. změnu "t" na "c" – ocec, tvrdé "l" nahrazuje "u" – huava apod.). Povídky v hiadeľském nářečí tvořil rodák Fero Sedliak.